# Der Todesking
Der Todesking ist ein 1989 gedrehter Low-Budget-Episodenfilm von Jörg Buttgereit. Wie schon zuvor bei Nekromantik wird auch mit Der Todesking ein Tabu-Thema aufgegriffen, in diesem Fall Suizid und der Tod generell.

## Handlung
Der Film besteht aus insgesamt sieben Episoden, die jeweils den Namen eines Wochentages tragen. Sie werden chronologisch von Montag bis Sonntag gezeigt. Das einzige, was ein paar der Geschichten zu verbinden scheint, ist ein mysteriöser Brief im braunen Umschlag, der mehrmals im Film auftaucht.
Zu Beginn ist ein nackter männlicher Körper auf einem schwarzen Boden zu sehen, dessen Verwesungsprozess zwischen einigen Episoden detailliert gezeigt wird. Zum Schluss bleibt nur noch das Skelett übrig.
Montag: Ein Mann namens Barsch kehrt in seine Wohnung zurück und schreibt mehrere Briefe. Er ruft bei seinem Vorgesetzten an, um wegen persönlicher Gründe zu kündigen. Es folgt eine lange Kamerafahrt durch seine Wohnung, die aufgrund der Einrichtung auf ein starkes Interesse an Fischen schließen lässt. Währenddessen sieht man Herrn Barsch beim Verrichten alltäglicher Tätigkeiten, wie zum Beispiel Staubsaugen. Bei all seinem Tun ist ein starker Hang zu Präzision und Sauberkeit erkennbar. Zuletzt rasiert er sich, zieht sich aus, legt dabei seine Kleidung zusammen und steigt in eine bereits gefüllte Badewanne. Er schluckt eine erhebliche Menge an Tabletten, die auf eine Überdosis schließen lässt, und versinkt bewusstlos im Wasser.
Dienstag: Ein langhaariger Mann jüngeren Alters entwendet die Post aus dem Briefkasten, geht in die Videothek und leiht sich einen Film aus. Während er sich mit dem ihm vertrauten Verkäufer unterhält, liest er den Brief und schließt daraus, dass sich eine ihm bekannte Person umgebracht hat. Wieder zuhause, sieht er sich entspannt das Video an, als plötzlich seine Freundin in das Zimmer herein stürmt und ihm aufgebracht erzählt, er müsse noch zum Geburtstag einer Bekannten. Sichtlich genervt holt er eine Pistole hervor, erschießt seine Freundin und hängt um das an die Wand gespritzte Blut einen Bilderrahmen. Dies wiederum ist nun auf dem Fernsehbildschirm in einer anderen Wohnung zu sehen, in der sich gleichzeitig jemand erhängt hat.
Mittwoch: In strömendem Regen geht eine Frau mit einem Brief in der Hand durch eine Straße. Sie setzt sich neben einen sehr durchnässten Mann auf eine Bank. Er erzählt ihr von seinem frustrierenden Sexualleben mit seiner Frau und wie er sie an ihrem gemeinsamen Hochzeitstag von Hass getrieben umgebracht habe. Seine Gesprächspartnerin zieht daraufhin eine Schusswaffe aus ihrer Handtasche und richtet sie auf ihn. Er nimmt sie ihr ab und tötet sich selbst durch einen Kopfschuss.
Donnerstag: Zu sehen ist eine Brücke, die sowohl von innen als auch außen gefilmt wird. Es werden die Namen von Personen unterschiedlichen Alters und mit verschiedenen Berufstätigkeiten eingeblendet, die offenbar (so jedenfalls die Assoziation beim Zuschauer) alle nur der Selbstmord durch einen Sturz von dieser Brücke miteinander verbindet.
Freitag: Eine einsame ältere Dame sieht friedlich aus dem Fenster und beobachtet einen jungen Mann in der gegenüberliegenden Wohnung. Sie wendet sich verstört vom Fenster ab, als sie sieht, wie er eine ebenfalls junge Frau zärtlich und liebevoll küsst. Sie geht kurz aus der Wohnung, in der sie einen Brief vorfindet, den scheinbar mehrere Bewohner des Hauses erhalten haben. Sie schaut durch den Briefschlitz eines anderen Hausbewohners und geht zurück in die Wohnung. Dort ruft sie jemanden an (wahrscheinlich den zuvor beobachteten Mann), doch keiner meldet sich. Daraufhin öffnet sie den Brief: Ein Kettenbrief, in dem eine „Bruderschaft des Siebten Tages“ zum Selbstmord aufruft. Sie zerreißt den Brief und nimmt Pralinen und eine Flasche mit unbekanntem Inhalt zu sich. Sie legt sich hin und träumt von einem Kindheitserlebnis, in welchem sie ihre Eltern beim Geschlechtsverkehr beobachtet hat, als Ursache für ihr gestörtes Verhältnis zur Sexualität. Kurze Zeit später ist zu sehen, wie das junge Paar aus der Wohnung gegenüber blutüberströmt und reglos im Bett liegt.
Samstag: In einem Vorführungsraum werden alte Filmbänder mit Archivaufnahmen abgespielt. Darauf ist zu sehen, wie eine Frau einem kleinen Kind Fakten zu der Psyche eines typischen Amokläufers aus einem Buch vorliest. Anschließend steht die Frau vor einem Spiegel und befestigt sich eine Kamera auf der Schulter. Ab dieser Stelle ist zu sehen, wie die Frau aus der Ich-Perspektive ihren Amoklauf filmt, und es ist nur noch das Rattern des Filmprojektors zu hören. Sie dringt in einen Konzertsaal ein, in dem gerade eine Heavy-Metal-Band auftritt, und schießt wahllos auf Band und Publikum, bis sie am Ende selbst erschossen wird.
Sonntag: In der letzten Episode ist ein anscheinend von Frust, Verzweiflung und Weltschmerz geplagter Mann zu sehen, der sich heulend auf seiner Matratze und dem Boden wälzt. Da er sich offensichtlich nicht anders zu helfen weiß, schlägt er so lange seinen Kopf gegen die Wand, bis er zusammenbricht.
Gegen Ende ist noch ein kleines Mädchen auf einem Spielplatz zu sehen, das, wie schon kurz am Anfang des Films, den „Todesking“ als skelettartiges Strichmännchen mit einer Krone auf ein Blatt Papier zeichnet und dies mit „Das ist der Todesking. Er macht, dass Menschen nicht mehr leben wollen“ kommentiert.

## Trivia
- Die norwegische Band Taake coverte das Titellied auf Sadistic Attack / Nordens doedsengel, einer Split-EP mit der Band Amok.
- In der Episode Montag ist im Hintergrund ein Plattenspieler und daneben eine an die Wand gelehnte LP-Hülle zu sehen auf der (passend zur Einrichtung der Wohnung) ein Fisch abgebildet ist. Bei dieser Schallplatte handelt es sich um die unbetitelte 12"-EP der Berliner Avantgarde-Gruppe Die Tödliche Doris. Sie beinhaltet das Stück 7 tödliche Unfälle im Haushalt, welches sich, ganz wie der Film, mit der Allgegenwärtigkeit des Todes auseinandersetzt. Da auch Jörg Buttgereit wie die Gruppe selbst in der West-Berliner Punk- und Kunstszene der 80er aktiv war und sich beide persönlich kennen (Sänger Wolfgang Müller und Schlagzeugerin Käthe Kruse haben einen Gastauftritt in Nekromantik 2), könnte man sogar annehmen, dass es sich bei Der Todesking um eine filmische Interpretation des Stückes handelt.
- Bei der Brücke aus der Episode Donnerstag handelt es sich um die Mangfallbrücke. Laut Aussagen verschiedener Quellen ist diese tatsächlich für die vielen Selbstmörder bekannt, die sich von dort aus in den Tod stürzten. Ob die in der Episode aufgezählten Personen wirklich existierten und dort Suizid begingen, ist unklar.
- Bela B. (Schlagzeuger bei Die Ärzte) hat einen kleinen Gastauftritt als Sänger und Gitarrist einer Heavy-Metal-Band in der Samstag-Episode.
- Wie in Nekromantik 1 und 2 werden auch in Der Todesking Ausschnitte aus einem fiktiven Film gezeigt, der eine Anspielung auf ein bestimmtes Genre darstellt. Der Protagonist der Dienstag-Episode leiht sich einen Schwarz/Weiß-Film namens Vera – Todesengel der Gestapo aus, in dem ein gefesselter Mann (gespielt von Jörg Buttgereit selbst) von Nazis kastriert wird. Als Regisseur dieses nicht existenten Films wird der Name Jörgi Butti angegeben. Es handelt sich hierbei um eine Anspielung auf den Film Ilsa, She Wolf of the SS.
- Die Videothek aus Dienstag mit dem Namen Videodrom gibt es tatsächlich in Berlin. Der Protagonist geht unbeachtet an einer Nekromantik-Videokassette vorbei und im Hintergrund hängt ein Plakat desselben Films.
- Das Album Vilosophe der norwegischen Band Manes enthält einen Ausschnitt aus der Mittwochsepisode.
- Die deutsche Black-Metal-Band Irrlycht benutzt Samples aus der Samstagsepisode für ihr Lied Der stumme Schrei.